# 조이 가렛
조이 가렛(Joy Garrett, 1945년 3월 2일 ~ 1993년 2월 11일)은 미국의 배우, 가수, 영화배우이다.
포트워스에서 태어났으며 로스앤젤레스에서 사망하였다.

## 영화
- 연인과 도둑 (1987년)
- 칼리의 아들 (1981년)
- 잃어버린 사이보그 인간 (1974년)
- 더 영 앤 더 레스트리스 (1973년)
- 우리 생애 나날들 (1965년)